# Epistalagma multiimpressa
Epistalagma multiimpressa är en skalbaggsart som beskrevs av Leon Fairmaire 1880. Epistalagma multiimpressa ingår i släktet Epistalagma och familjen Cetoniidae. Inga underarter finns listade i Catalogue of Life.